# Блакитне (станція)
Блаки́тне — проміжна залізнична станція Херсонської дирекції Одеської залізниці на неелектрифікованій лінії Апостолове — Снігурівка між станцією Високопілля (11 км) та роз'їздом Новодмитрівський (10 км). Розташована в селі Блакитне Бериславського району Херсонської області.

## Історія
Станція відкрита 1925 року під час прокладання залізниці Апостолове — Снігурівка.

## Пасажирське получення
Приміське сполучення здійснюється щоденно поїздами:
- Миколаїв-Вантажний — Апостолове (через станції Миколаїв-Пас., Копані, Херсон, Херсон-Східний, Снігурівку)[1].

Рух поїздів далекого сполучення наразі не відновлено. До 2022 року курсували поїзди:
- № 101/102 Київ — Херсон (прямував через  станції Миронівку, Імені Тараса Шевченка, Тимкове, Кривий Ріг-Головний, Апостолове, Високопілля, Снігурівку)
- № 125/126 Миколаїв — Івано-Франківськ / Рахів (через день);
- № 209/210 Миколаїв — Київ (сезонного призначення) через станції Херсон, Снігурівку, Апостолове, Кривий Ріг-Головний, Тимкове, Імені Тараса Шевченка, Білу Церкву, Фастів I);
- № 251/252 Дніпро — Одеса (сезонного призначення) через станції Кривий Ріг-Головний, Апостолове, Високопілля, Херсон, Миколаїв, Колосівку;
- № 265 Суми — Херсон (сезонного призначення).

Щоб дістатися до міста Дніпра існує узгоджена пересадка з дизель-поїзда на станції Апостолове на приміський поїзд сполученням Апостолове — Дніпро-Лоцманська.
На станції відсутня технічна можливість роздруківки та повернення проїзних документів, оформлених та оплачених через електронні канали обслуговування (мережу Інтернет).